# Karl Sontag

Karl Sontag

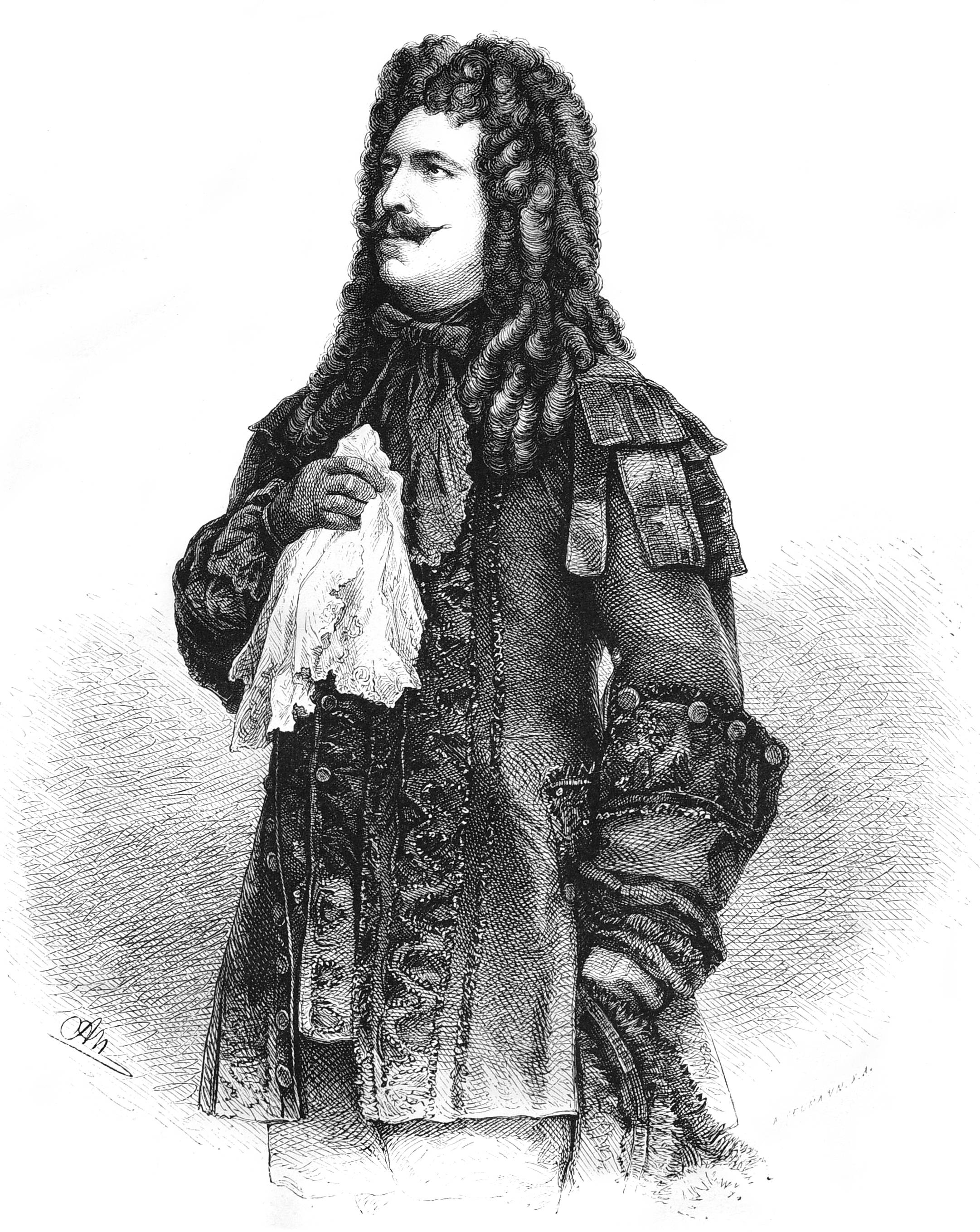
Sontag als Bolingbroke in „Ein Glas Wasser“;
Holzstich von Adolf Neumann, aus Die Gartenlaube, 1877

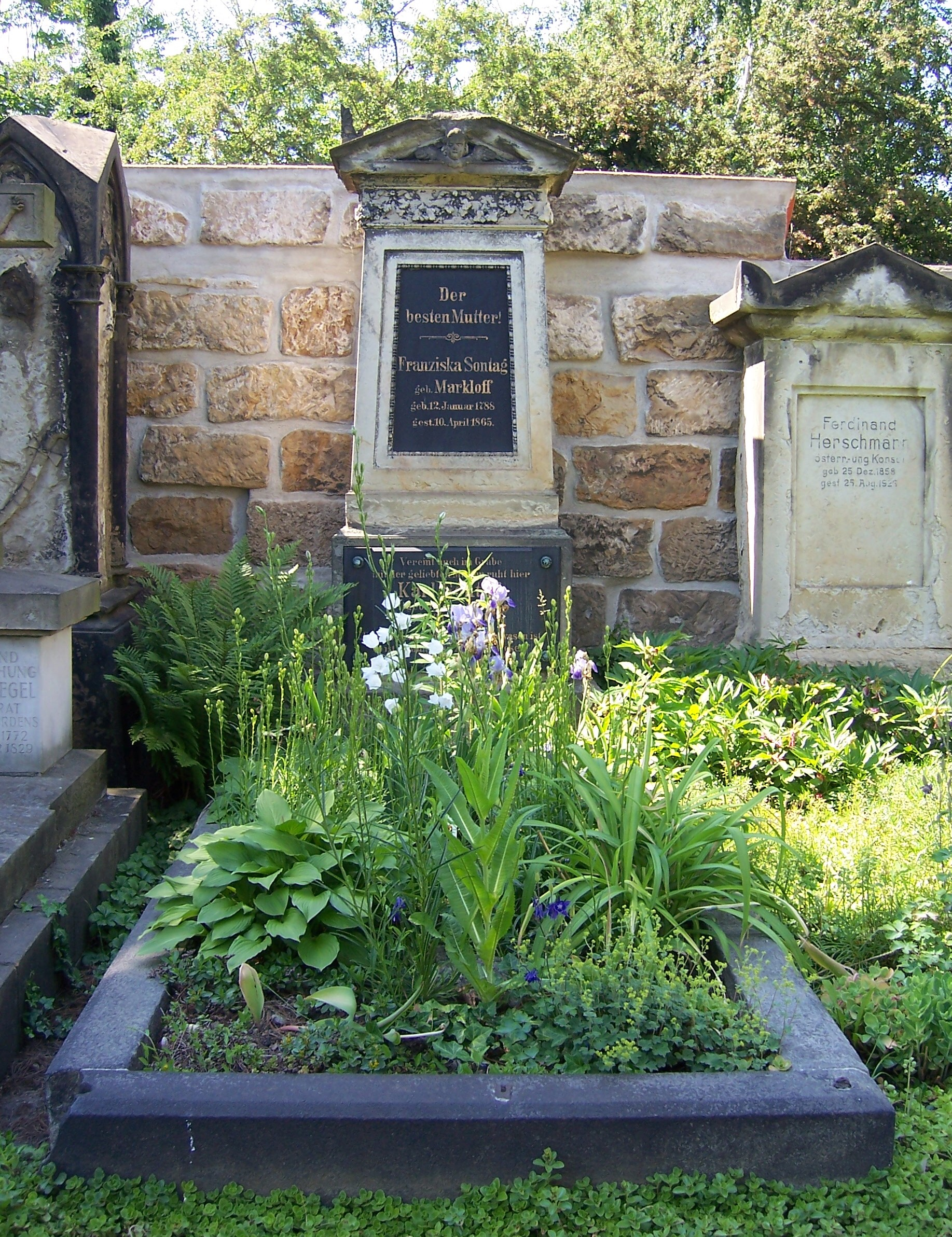
Karl Sontags Grab auf dem Alten Katholischen Friedhof in Dresden

Karl Sontag (auch: Karl Sonntag oder Carl Sontag oder Karl Holm (Pseudonym); * 7. Januar 1828 in Berlin; † 23. Juni 1900 in Dresden) war ein deutscher Schauspieler Dramatiker und Schriftsteller.

## Leben
Sontag war ein Sohn der Schauspielerin Franziska Martloff; die Sängerin Henriette Sontag und die Schauspielerin Nina Sontag waren seine Halbschwestern aus Franziska Sontags Ehe mit Franz Sontag.
Nach dem Willen seiner Eltern sollte er auf keinen Fall Schauspieler werden. So kam er auf eine polytechnische Schule, die er aber bald verlassen musste. Anschließend machte er eine Buchbinderlehre, die er auch abschloss. Bereits in dieser Zeit war er auch als Schriftsteller tätig, um sich seine Theaterbesuche leisten zu können. Er nutzte eine Abwesenheit seiner Mutter sich beim Intendanten des Hoftheaters von Lüttichau vorzustellen, der ihn am 1. Januar 1848 als überzähligen Schauspieler aufnahm; er wählte Holm als Künstlername. So konnte Sontag mit 20 Jahren 1848 erfolgreich am königl. Hoftheater in Dresden debütieren. Monatlich erhielt er 25 Taler Gage. Die Stimmung unter Eduard Devrient war aber schlecht und Sontag besserte seine Gage dadurch auf, dass er immer wieder andere Schauspieler vertrat. Hauptrollen erhielt er aber keine und so beschloss er zu wechseln.
Zwischen 1851 und 1852 war Sontag am königl. Theater in Wien engagiert. Anschließend ging er an das Stadttheater von Schwerin, wo er sieben Jahre lang die ersten Helden- und Bonvivantrollen spielte. Im Jahr 1859 kehrte er als Karl Sontag nach Dresden zurück, dort fand er mit Pauline Ulrich eine Bühnenpartnerin. Er nicht gewährter Urlaub führte dazu, dass er
1862 nach Hannover wechselte, wo er sich ausschließlich dem Lustspiel widmete. Die Veröffentlichung eines autobiographischen Romans beendete seinen Vertrag, die Figuren waren zu einfach zu erkennen. So gab er seit 1877 nur Gastrollen, die ihn wiederholt auch nach Nordamerika führten. Im Jahr 1885 siedelte er nach Dresden über, wo er am 26. Januar 1898 sein 50-jähriges Bühnenjubiläum feierte. Noch im Mai 1900 gastierte er in Prag, am 23. Juni 1900 starb er dann in Dresden und wurde auf dem Alten Katholischen Friedhof bei seiner Mutter beerdigt.
Sontag hat sich auch als Schriftsteller versucht; meistenteils veröffentlichte er unter seinem Pseudonym „Karl Holm“. Er veröffentlichte das Theaterstück Frauenemanzipation das die Runde über alle Bühnen machte, und ein sehr rückhaltlos urteilendes autobiographisches Werk unter dem Titel: Vom Nachtwächter zum türkischen Kaiser das Veranlassung zu seiner Entlassung aus dem Verband des hannoverschen Hoftheaters (1877) wurde. 1894 veröffentlichte er seine Erinnerungen unter dem Namen Schimpfereien.

## Rollen (Auswahl)
Sontag verstand seinen Lebemännern und den sogenannten Chargen so drollige Züge zu verleihen, dass sie eine unwiderstehliche Wirkung ausübten.
- Dr. Wespe – Doctor Wespe (Roderich Benedix)
- Orgon – Tartuffe (Molière)
- Petrucchio – Der Widerspenstigen Zähmung (William Shakespeare)
- Bolingbroke – Richard III. (William Shakespeare)
- Königsleutnant – Der Königsleutnant (Karl Gutzkow)
- Nathan – Nathan der Weise (Gotthold Ephraim Lessing)
- Karlos – Don Karlos (Friedrich Schiller)

## Werke
- Similia similibus curantur oder Frauen-Emancipation. Schwank in 1 Act. Jürgens, Hannover 1871.
- Vom Nachtwächter zum türkischen Kaiser. Bühnen-Erlebnisse aus dem Tagebuche eines Uninteressanten. 2 Bände. Helwing’sche Verlagsbuchhandlung, Hannover 1875. Digitalisat
- Schimpfereien, Freund & Jeckel, 1894, Digitalisat